# Краєнцин
Краєнцин (пол. Krajęcin) — село в Польщі, у гміні Лісево Хелмінського повіту Куявсько-Поморського воєводства.
Населення — 83 особи (2011).
У 1975-1998 роках село належало до Торунського воєводства.

## Демографія
Демографічна структура станом на 31 березня 2011 року:
|          | Загалом | Допрацездатний вік | Працездатний вік | Постпрацездатний вік |
| -------- | ------- | ------------------ | ---------------- | -------------------- |
| Чоловіки | 44      | 10                 | 31               | 3                    |
| Жінки    | 39      | 7                  | 26               | 6                    |
| Разом    | 83      | 17                 | 57               | 9                    |